# Anastazja Gajda
Anastazja Gajda – profesor nadzwyczajna Szkoły Głównej Handlowej w Warszawie, doktor habilitowana nauk prawnych oraz radca prawny. Zatrudniona w Instytucie Prawa Kolegium Ekonomiczno-Społecznego Szkoły Głównej Handlowej w Warszawie.

## Życiorys
Ukończyła studia na Wydziale Prawa i Administracji Uniwersytetu Wrocławskiego, uzyskując w 1998 tytuł magistra. W 2004 obroniła pracę doktorską Regiony w prawie wspólnotowym. Prawne problemy udziału regionów polskich w procesach integracyjnych, w Instytucie Nauk Prawnych Polskiej Akademii Nauk. Promotorem był prof. dr hab. Jan Barcz. W 2012 uzyskała habilitację na podstawie dorobku naukowego oraz pracy Ochrona praw podstawowych jednostki w procesie harmonizacji prawa karnego procesowego w Unii Europejskiej, ponownie w Instytucie Nauk Prawnych Polskiej Akademii Nauk.

## Najważniejsze publikacje
- Regiony w prawie wspólnotowym. Prawne problemy udziału regionów polskich w procesach integracyjnych, Prawo i Praktyka Gospodarcza, Warszawa 2005, 200 s.,
- Ochrona praw podstawowych jednostki w procesie harmonizacji prawa karnego procesowego w Unii Europejskiej, Oficyjna Wydawnicza SGH, Warszawa 2011, 437 s.